# 比比安娜·贝格劳
比比安娜·贝格劳（德語：Bibiana Beglau，1971年7月16日—），女，德国演员。曾获得柏林国际电影节最佳女演员银熊奖。